# Jelcz PR110E
Il PR110E è stato un modello di filobus prodotto dall'Jelcz e KPNA dal 1980 al 1992. E stato utilizzato a Dębica, Gdynia, Lublin, Tychy e Varsavia. La fine della produzione di PR110E coincise con la crisi dei filobus in Polonia nei primi anni novanta, quando i filobus iniziarono a essere gradualmente sostituiti dagli autobus.
Dal punto di vista progettuale, era basato sull'autobus Jelcz PR110. Furono costruiti in totale 153 filobus di questo tipo. Questa serie fu seguita dal Jelcz 120MT, basato sull'autobus urbano Jelcz 120M.

## Contesto
All'inizio degli anni '70, le autorità della Repubblica Popolare di Polonia decisero di modernizzare la flotta dei trasporti pubblici. Negli anni 1970-1972 sulle strade di Varsavia vennero testati i seguenti autobus: l'ungherese Ikarus 242, il tedesco-occidentale Magirus-Deutz M170-S11H, il francese Berliet PR100, l'italiano Fiat 420A, il britannico-danese Leyland Lidrt 12/4 Worldmaster, lo spagnolo Pegaso 5023, il giapponese Hino RC620 e il cecoslovacco Karosa SM11. Il vincitore fu il Berliet PR100. A causa delle maggiori esigenze di trasporto, si progettò di estenderlo aggiungendo un'ulteriore coppia di porte. Il nuovo Jelcz PR110 era un autobus da 12 metri dotato di tre porte. Questi veicoli furono costruiti in parte con componenti importati dalla Francia.
Negli anni '70, i consigli comunali polacchi, sotto la pressione delle autorità centrali, iniziarono a liquidare le reti filoviarie. Nel 1975 rimasero solo le reti di Gdynia (compresa Sopot) e Lublino. Nonostante questa tendenza, il trasporto filoviario a Gdynia continuò a svilupparsi. Nel 1976, erano in corso i lavori per la costruzione di un filobus polacco, che portò alla realizzazione di un prototipo che combinava la carrozzeria e il telaio di un Jelcz PR110U con l'equipaggiamento elettrico di uno Škoda 9Tr cecoslovacco. Il veicolo venne testato per un anno e mezzo a Gdynia, ma inizialmente non venne messo in produzione di massa. Nel 1977, un prototipo basato sul Jelcz PR100 venne costruito a Varsavia. Il materiale rotabile per le reti filoviarie polacche venne acquistato dalla Cecoslovacchia (Škoda) e dall'URSS (ZiU).
Il concetto di convertire lo Jelcz PR110U in filobus fu ripreso nel 1979 su iniziativa del WPK Gdańsk-Gdynia. L'equipaggiamento elettrico fu adattato da un filobus Škoda 9Tr.
La ricostruzione in serie iniziò nel 1980. La prima serie consisteva in 20 filobus, che furono poi testati nel traffico sulle strade di Gdynia e Lublino. Dopo i test, furono apportati molti miglioramenti, ma si decise di non avviare la produzione in serie. La costruzione dei filobus coincise con problemi organizzativi presso la WSK Mielec, che produceva motori a combustione interna per gli autobus Jelcz.
Negli anni '80, furono istituite nuove reti filoviarie a Tychy (1982), Varsavia (1983) e Słupsk (1985). Ciò determinò un aumento della domanda di flotte di filobus. Ciò non convinse tuttavia la direzione dell'azienda a lanciare la produzione di massa, sebbene la produzione sarebbe stata redditizia con una domanda stimata di circa 50 veicoli all'anno.
Jelcz, tuttavia, non abbandonò completamente il progetto e la sua offerta includeva autobus senza sistema di trazione, predisposti per l'installazione di equipaggiamento elettriche. Di conseguenza, tra il 1986 e il 1992 fu costruita una seconda serie di filobus Jelcz PR110E, utilizzando un sistema elettrico prodotto dalla società Elmor di Danzica, identico a quello utilizzato nei filobus sovietici operanti anche in Polonia. I filobus furono modificati presso la Komunalne Przedsiębiorstwo Napraw Autobusów (KPNA) di Słupsk. Nel 1988, il design fu modernizzato, aggiungendo un avviamento a impulsi sviluppato presso l'Istituto di Elettronica di Varsavia.
Nel 1992 il modello fu sostituito dal Jelcz 120MT, basato sull'autobus Jelcz 120M. Questo veicolo, tuttavia, è di fatto una versione modernizzata del Jelcz PR110.

## Tecnica
La carrozzeria, il telaio e le parti meccaniche, ad trazione, provengono dal bus Jelcz PR110. Durante la conversione dell'autobus in filobus, la trazione è stata convertita all'elettrico. A tal fine, il motore diesel orizzontale SW 680 è stato sostituito con un motore elettrico, posizionato dietro l'asse posteriore. Nel vano motore sono stati installati dei contattori per l'avviamento del motore. I collettori di corrente a polo, tipici dei filobus, sono stati montati al centro del tetto. L'equipaggiamento elettrico utilizzato in questo progetto è stato successivamente utilizzato nei successivi progetti di conversione degli autobus presso KPNA Słupsk e Trobus Gdynia.